# Zorn Adam - Kovač
Zorn Adam (partizansko ime Kovač) partizan, častnik in prvoborec  * 15.04.1923  + 19.01.1975

## Življenjepis
Zorn Adam je bil rojen v delavski družini v Biljah pri Novi Gorici. Po zaključeni osnovni šoli in šolanju za krojača je od leta 1941 bil organiziran in deloval v mladinski organizaciji v Biljah. Leta 1942 je vstopil v partizane in to v 1. Kraško četo, kasneje je bil premeščen v Vojkovo četo Simona Gregorčiča kjer je ostal do razpada Italije septembra 1943, ko je bil dodeljen Kraškemu odredu. Nekaj časa je bil komandir karavle P2. Maja 1944 je bil dodeljen v sabotažno skupino IX. korpusa kjer je ostal vse do konca vojne. V sabotažni skupini sta delovala tudi narodna heroja Ivan Sulič - Car in Mehdi Huseynzadeh - Mihajlo iz Azerbajdžana. Od maja 1945 do 1947 je bil pri OZN-i v Adovščini. V juliju 1947 je bil napoten na delo na veleposlaništvo 
FNRJ v Washington ZDA. Po vrnitvi iz ZDA septembra 1952 je do leta 1966 služboval v organih za notranje zadeve. Zaposlil se je v gospodarstvu in se leta 1974 upokojil.

## Odlikovanja
- Partizanska spomenica 1941
- Red za hrabrost
- Red bratstva in enotnosti II.reda
- Red zaslug za ljudstvo III. reda
- Red zaslug za ljudstvo s srebrnimi žarki
- Red dela z zlatim vencem